# Королёвка (Ульяновск)
Королёвка — исчезнувшая слобода Заволжского района города Ульяновск Ульяновской области РСФСР, существовавшая до 1955 года. Затоплена Куйбышевским водохранилищем.

## География

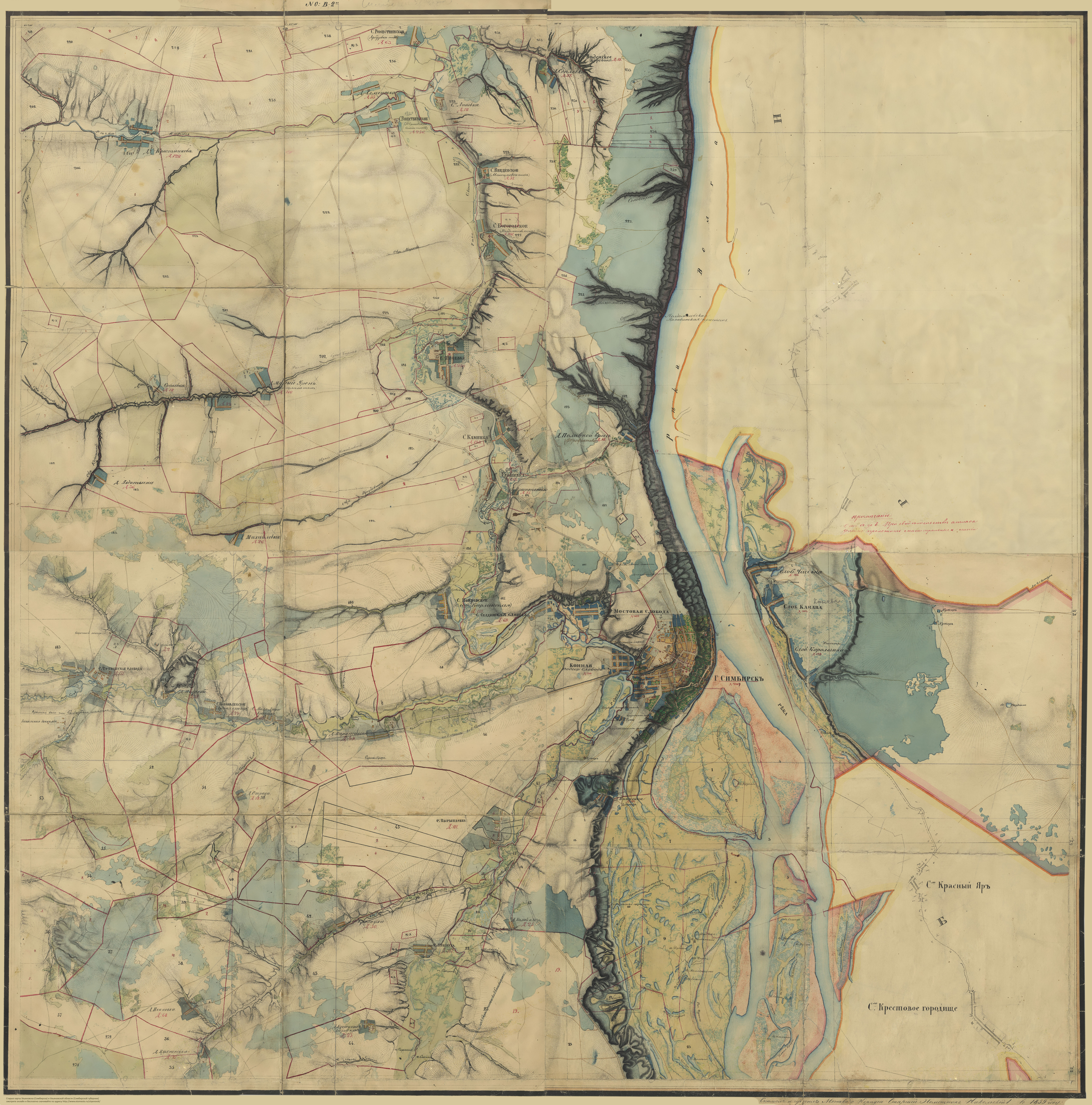
Карта 1859 года А. И. Менде, с указанием заволжских слобод.

Слобода находилась напротив Ульяновска, на левом берегу реки Волга, между селом Красный Яр и слободой Канава. До 1868 года от города отделялась островом Серёдышем и озёрами: Карасёво (ныне р. Карасёвка), Плотное, Долгое и Широкое, затем был прокопан канал, продлив Пальцинскую воложку, а через остров Телячий был прокопан Часовенный проран, образовав остров Новый.

## Название
До 1851 года слобода носило название Корольчиха (Каральчиха), но когда создавалась Самарская губерния, и слобода окончательно закрепилась за городом, то ей сменили название на более благозвучное Королёвка.

## История
Точной даты основания слободы нет. Впервые слобода была упомянута в архивных документах за  1794 год, когда был составлен план луговой стороны Волги вместе со слободами и комментарии к нему. В состав города она вошла несколько позже, в начале 1800-х годов.

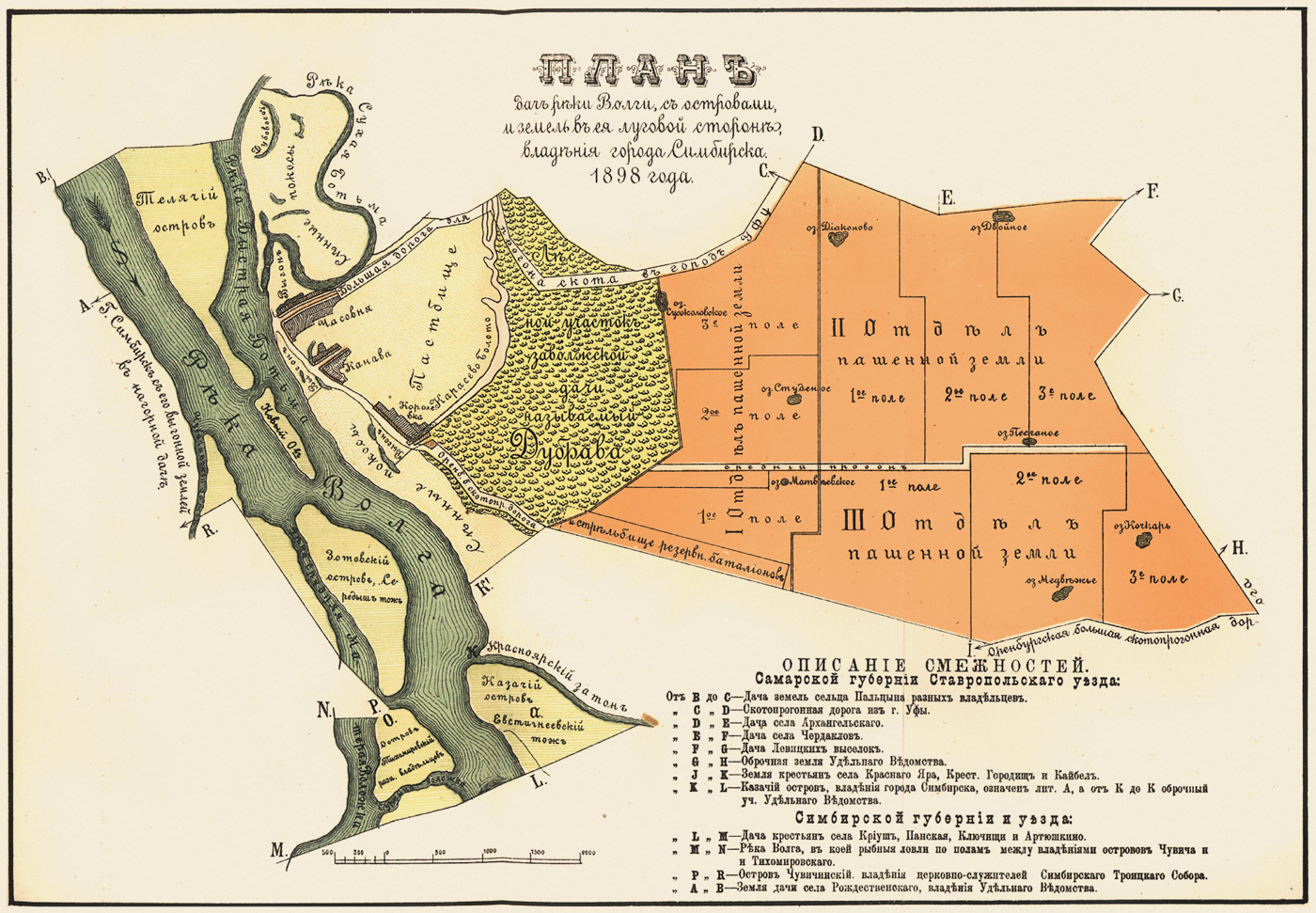
План дач реки Волги, с островами и земель в её луговой стороне, владения г. Симбирска 1898 год.

Жители слободы занимались на арендуемой у города земли преимущественно сельским хозяйством — садоводством, огородничеством и отчасти хлебопашеством. Продажа яблок, ягод, овощей, мёда и других продуктов являлась главным источником доходов.
До 1850 года слобода Королёвка относилась к приходу Смоленской церкви, находившейся на правом берегу, в Подгорье. В 1854 году в слободе Канава была построена каменная Казанская церковь, к которой были приписаны прихожане слободы.
В 1912 году через слободу Королёвка начали строить ж/д мост через Волгу и ж/д ветку до станции Часовня-Верхняя. Проект был разработан крупнейшим ученым, профессором Петербургского института инженеров путей сообщения Н. А. Белелюбским.
Сносимые жилые дома слободы лежащие на пути ж/д линии перенесли на новое место у речки Карасёвка, по ней и назвали новый посёлок Карасёвка.
Первое (временное) пассажирское движение по мосту открылось 1 декабря 1916 года. Открытие Императорского моста через Волгу сделало Симбирск узлом двух железных дорог: Московско-Казанской и Волго-Бугульминской.
В июле—сентябре 1918 года на территории слободы Королёвка проходили боевые действия Гражданской войны. См. статью: Симбирская операция.
В 1920 году был создан Заволжский поселковый Совет. В состав Совета вошли посёлок Карасёвка,  Заволжский рабочий посёлок и три слободы: Королёвка, Канава и Нижняя Часовня.
В 1928 году в слободе Королёвка образовалась артель «Звезда». В ней было 32 едока. По национальности все были русские. В 1931 году на базе артели был создан колхоз — имени Ворошилова.
В 1931 году рядом со слободой, на ж/д линии, был построен  ж/д разъезд «Заволжский» и посёлок для семей обслуживающий железнодорожную инфраструктуру разъезда, а южнее — посёлок «901 км». Также от разъезда была проложена ж/д ветка до станции «Машзавод» (ныне о. п. «Завод имени Володарского», код ЕСР 645524) (ж/д ветка действовала до 1958 г., затем снесена).
3 января 1935 года из Заволжского посёлка был образован Заволжский район.

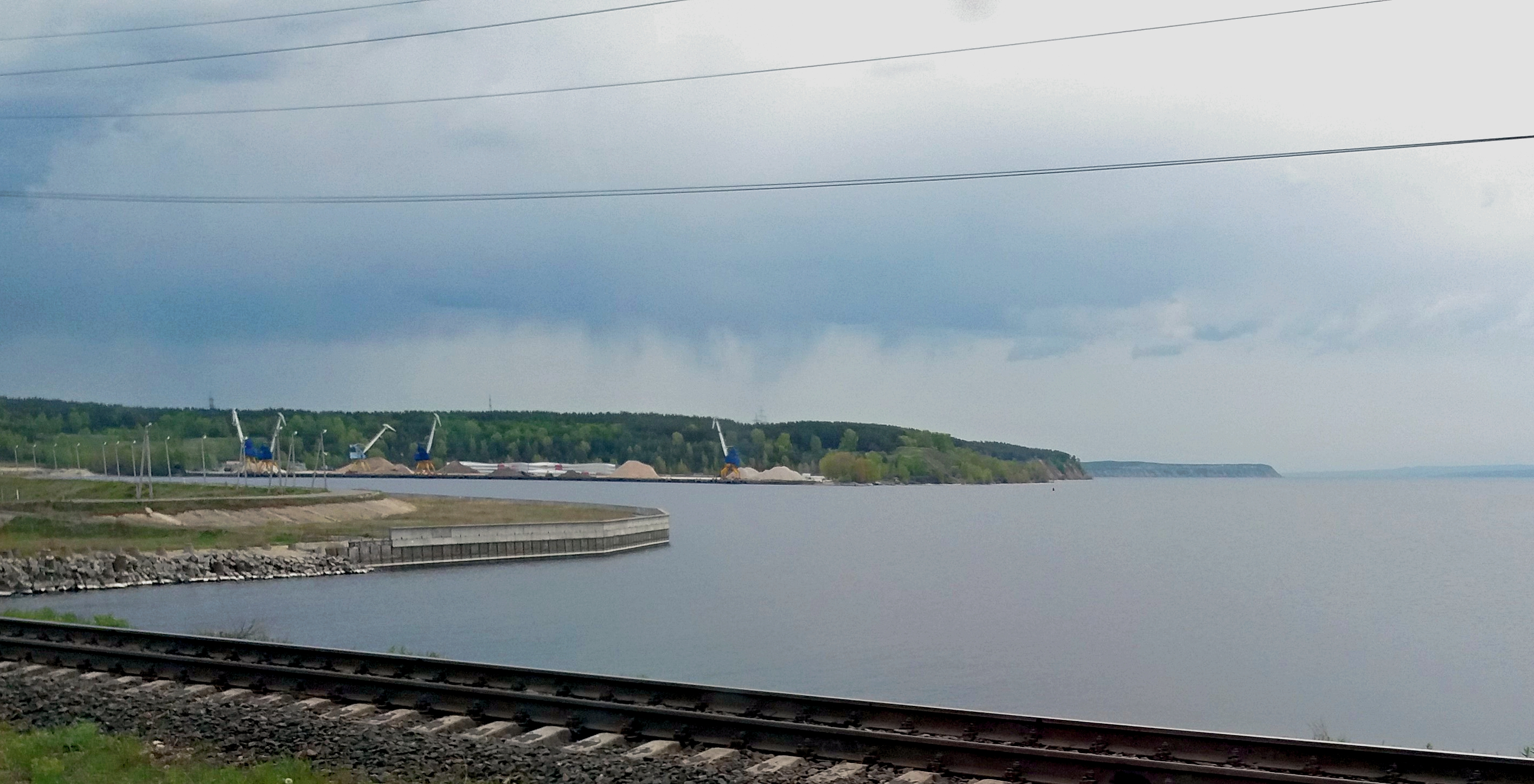
Грузовой речной порт «Королёвка», бывшая южная часть слободы.

В 1950 году на Волге начали строить Куйбышевскую ГЭС. Территория слободы должна была стать дном Куйбышевского водохранилища, поэтому в 1952—1955 годах слобода Королёвка с затопляемой зоны была переселена на новое место, на территорию своих полей, в посёлок Колхозный. Жители, работавшие на 3-м государственном патронном заводе, ныне Ульяновский патронный завод, были переселены на новую площадку рабочего посёлка Верхняя Часовня, а также в северную часть города, на проспект Нариманова.

## Население
- В 1794 году в Корольчихе числилось 43 двора и 260 жителя[15].
- На 1859 год в слободе Корольчихе было: 119 дворов, в которых жило: 314 м. п. и 344 ж. п.[16]
- В 1866 году в Королёвке было 88 дворов и проживало 731 человек[15].
- На 1897 год — 205 дворов: 481 м. п. и 639 ж. п.;[17]
- На 1900 год — в сл. Королёвке (Корольчиха), 545 м. и 555 ж. (1100)[18];
- На 1913 год — 240 дворов и 1513 (708 м. и 805 ж.) жителей, имелась школа (в советское время — семилетняя школа № 13, ныне — средняя школа № 42[19])[20].

## Известные уроженцы, жители
- Карпов Виктор Иванович — советский футболист, полузащитник и тренер. Заслуженный мастер спорта СССР (1955), Заслуженный тренер РСФСР (1968) и заслуженный тренер СССР (1969)[21].
- Сверкалов Владимир Николаевич — Почётный гражданин Ульяновской области, в 1955 г. — первый секретарь Ульяновского обкома ВЛКСМ, с 1959 г. по 1986 г. — первый секретарь Сурского райкома КПСС, секретарь Ульяновского обкома КПСС [22][23][24].
- Лидия Сергеевна Жуковская-Латышева — Заслуженный учитель РФ, кавалер ордена Почёта и общественной награды «Орден Екатерины Великой I степени», орден «За заслуги перед Отечеством»II степени (2014), почётный гражданин Ульяновской области[25][26].
- Латышев Юрий Иванович — русский педагог-новатор, почётный гражданин Ульяновска (2001), Народный учитель Российской Федерации (2005). В 1954 году устроился работать учителем физкультуры в школу № 13, в 1955 году — школа преобразована и перенесена на Верхнюю Террасу [19][27][28].

## Память
- В 1980-х гг. на левом берегу Волги, где находилась южная часть слободы, был сдан в эксплуатацию ульяновский грузовой речной порт названный «Королёвка»[29].
- Улица в микрорайоне «Индовое» Заволжского района Ульяновска названа в честь слободы — «Королёвская улица»[30].